# Özcan Güler

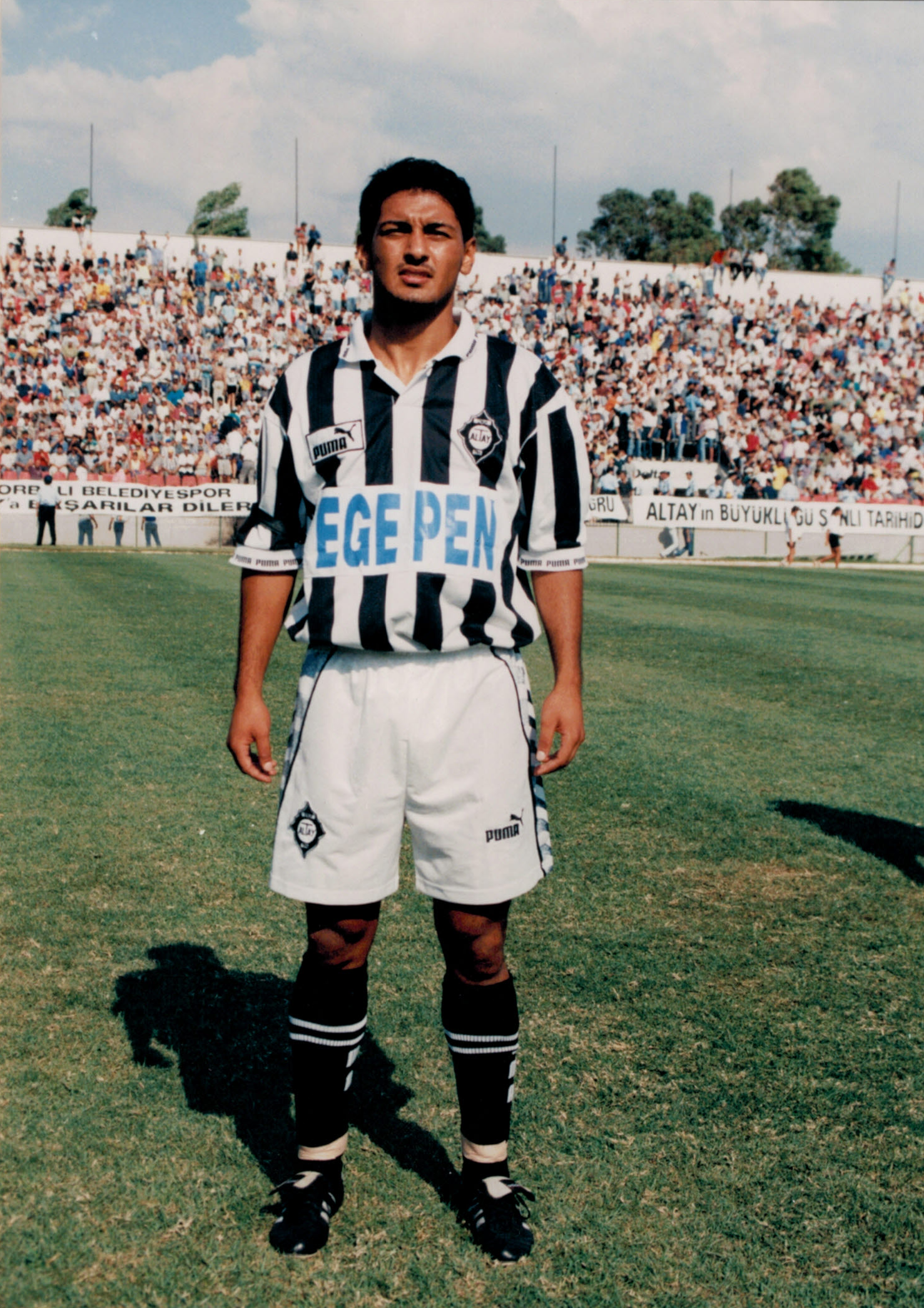
Özcan Güler am 10. August 1997 als Spieler von Altay Izmir in der türkischen Süper Lig

Özcan Güler (* 29. Dezember 1975 in Lübbecke) ist ein ehemaliger deutsch-türkischer Fußballspieler.

## Leben
Der Stürmer begann seine Karriere beim SC Verl. Über den FC Gütersloh und Borussia Neunkirchen wechselte er 1997 in die höchste türkische Spielklasse zu Altay İzmir. Dort bestritt er am 10. August 1997 seinen ersten Einsatz in der Süper Lig im Spiel gegen Kocaelispor (1:0) in der Startaufstellung und wurde nach 69 Minuten gegen Ionel Dănciulescu ausgewechselt. Es folgten einige weitere Spiele. Anschließend wurde er in die 2. Liga zum Lokalrivalen Karşıyaka SK verliehen, für den er neun Spiele absolvierte. Dabei erzielte er am 16. November 1997 bei der 1:3-Auswärtsniederlage gegen Adana Demirspor nach seiner Einwechslung das Tor zum 1:2. Nach seiner Rückkehr zu Altay İzmir im Sommer 1998 blieb er wegen einer Syndesmoseband-Verletzung ohne weiteren Einsatz und zog sich daraufhin aus dem Profifußball zurück.
1999 kehrte Güler nach Deutschland zum damaligen Oberligisten SpVg Beckum zurück. Unter Trainer Dieter Hecking spielte er in der Saison 2000/01 erneut für den SC Verl. Seine letzte Karrierestation bildete erneut die SpVg Beckum.
Seit 2005 leitet Güler die Firma AG Natursteinwerke mit Hauptsitz in Berg am Starnberger See, als Gründer und Geschäftsführer, weitere Niederlassungen des Unternehmens befinden sich in Düsseldorf / Neuss, in Bergamo (Italien) und an der Côte d’Azur (Frankreich).

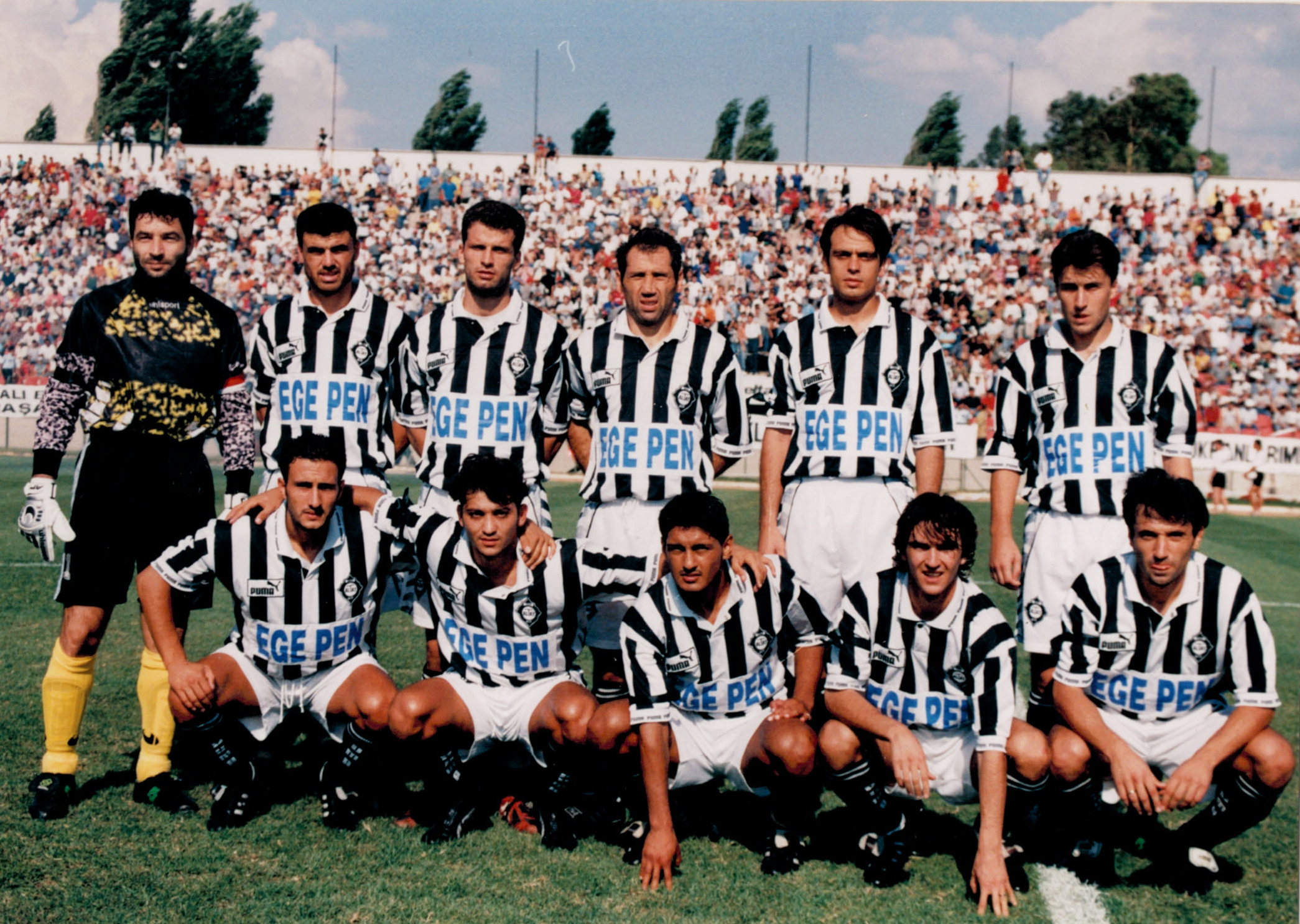
Altay Izmir gegen Kocaelispor am 10. August 1997
Özcan Güler (untere Reihe dritter von Rechts)